# Schefflera gracilis
Schefflera gracilis là một loài thực vật có hoa trong họ Cuồng cuồng ở Borneo . Loài này được (Miq.) R.Vig. miêu tả khoa học đầu tiên năm 1909.